# Szabó Attila (diák)
Szabó Attila (Pécs, 1994 –) pécsi származású tanuló, a Fizikai Nemzetközi Diákolimpia (IPhO) kétszeres győztese (2012; 2013). Felsőfokú tanulmányait a Cambridge-i Egyetem, Trinity College természettudományi karán kezdte 2013-ban.
Már kiskoromtól kezdve érdekelt a természet, a világ működése, ezt az érdeklődést bizonyára szüleim keltették fel bennem. Általános iskolában kiderült, hogy jó érzékem van a matematikához, így érdeklődésem középpontjába is a matematika került, emiatt természettudományos érdeklődésem is eltolódott a matematikailag egzaktabb fizika és kémia felé. […] Matematikával és fizikával főleg nem a versenyek miatt foglalkozom, hanem azért, mert érdekel az, hogy hogyan működik a világ.

## Élete
Szabó Attila 1994-ben született egyedüli gyerekként a Pécs városához tartozó Rácvárosban. Édesapja elektrotechnikusként, édesanyja védőnőként dolgozik. Tanulmányait először a Pázmány Péter Utcai Általános Iskolában kezdte, majd 2009 és 2013 között a Leőwey Klára Gimnáziumban tanult. Néhány hónappal azt követően, hogy a gimnázium tanulója lett, fizikatanára, Simon Péter „Közép-Európa legnagyobb reménységének” nevezte.
2010-ben, középiskolai első osztályos diákként második és első helyezést ért el a Középiskolai Matematikai és Fizikai Lapok pontversenyén, matematikából és fizikából. 2011-ben, a középiskola második osztályában megnyerte a versenyt matematikából, fizikából és informatikából egyaránt.
A thaiföldi Bangkok városában 2011 júliusában megtartott 42. Nemzetközi Fizikai Diákolimpián ezüstérmet szerzett. 2012-ben már a verseny első helyét sikerült megszereznie fizikából. A gimnázium harmadik osztályosaként részt vett az egyetemi hallgatók számára rendezett 2012-es Ortvay Rudolf fizikaversenyen, amelyet szintén megnyert.
Az Észtországban – Tartuban és Tallinnban – 2012 júliusában megrendezett 43. Nemzetközi Fizikai Diákolimpián 11. osztályos tanulóként nagy fölénnyel abszolút első helyezést ért el, ezen kívül megkapta a legjobb elméleti dolgozatért járó különdíjat, valamint az Európai Fizikai Társaság díját is. Habár gyakorlati fizikában nem lett első, a verseny elméleti részét megnyerte. A rendezvényen a megszerezhető 50 pontból 45,80-ot ért el. A diákolimpia záróünnepségén kihirdették a 2011 szeptembere és 2012 júniusa között lezajlott Physics Cup nevű levelezős pontverseny eredményét, Szabó itt is első helyezett lett. 2012 szeptemberében a svájci Solothurn városában megtartott Közép-európai Matematikai Diákolimpián (MEMO) aranyéremmel jutalmazták, emellett sikerült megszereznie az abszolút második helyezést is. 2013 júniusában tudomány kategóriában elnyerte az Oktatáskutató és Fejlesztő Intézet (OFI) által alapított az Év Talentuma díjat.
2013 júliusában a dániai Koppenhágában a 44. Nemzetközi Fizikai Diákolimpián megismételte egy évvel korábbi eredményét, vagyis ismét abszolút első helyen végzett, ezzel a verseny történetében ő lett az első, aki két alkalommal is kiérdemelte az abszolút első helyezést; a maximális ötven pontból 47-et szerzett meg. Ismét megkapta a legjobb elméleti dolgozatért járó különdíjat, illetve a legjobb európai férfi versenyzőnek járó elismerés is az övé lett. Az olimpia elméleti részében újra az első helyet szerezte meg. Felkészítő tanárai Simon Péter és Kotek László voltak.

## Elismerései
- 2013: az Év Talentuma díj[17]
- 2020: Ifjúsági Tüke-díj